# Muhammad bin Laden

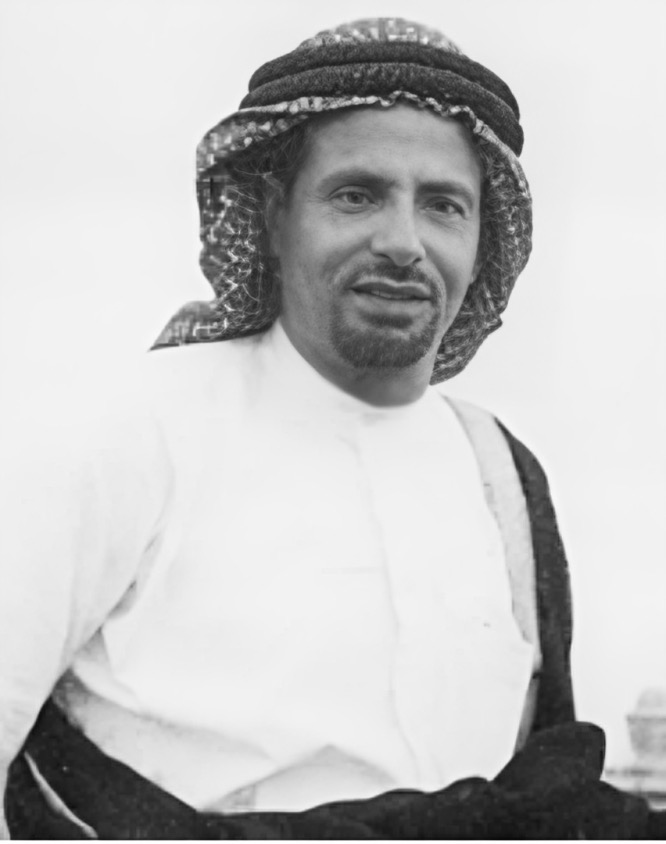
Muhammad bin Laden, vermutlich in den 1930er Jahren

Muhammad bin Awad bin Laden (arabisch محمد بن عوض بن لادن, DMG Muḥammad b. ʿAwaḍ b. Lādin; * 1908; † 3. September 1967) war ein saudischer Bauunternehmer. Er war der Vater von Osama bin Laden.

## Leben
Muhammad bin Laden gehörte zum arabischen Stamm der Kinda, der etwa 100.000 Mitglieder hat. Er stammte aus einem Dorf namens ar-Ribat im Wadi Dau’an in der Region Hadramaut im Jemen. Wie viele andere Menschen hatte er die Gegend wegen einer katastrophalen Dürreperiode Anfang der 1930er Jahre verlassen. Nach kurzem Aufenthalt in Äthiopien hatte er sich im Jahr 1931 in der Stadt Dschidda am Roten Meer niedergelassen, die ab dem folgenden Jahr zum neu geschaffenen Königreich Saudi-Arabien gehörte. Trotz seines späteren sozialen Aufstiegs wurde Muhammad bin Laden zeit seines Lebens aufgrund seiner Herkunft in der saudi-arabischen Gesellschaft nicht voll akzeptiert – ein Makel, der möglicherweise auch noch seine Söhne traf.
In Dschidda verdingte er sich zunächst als Gepäckträger, 1931 gründete er dort die Saudi Binladin Group (SBG) oder Binladin Organization. Ursprünglich eine reine Baufirma, entwickelte sich die SBG zu einem umfangreichen Konglomerat auf dem Gebiet des Ingenieur-, Immobilien-, Vertriebs-, Kommunikations- und Verlagswesens.
Muhammad bin Laden war mehrere Jahre saudischer Minister für Hoch- und Tiefbau. Er war viele Jahre offizieller und einziger Vertragspartner für die heiligen Stätten des Königreichs und bis 1967 auch verantwortlich für Restaurierungen an der al-Aqsa-Moschee in Jerusalem.
Muhammad bin Laden heiratete erst spät zum ersten Mal. Er hatte von 22 Ehefrauen insgesamt 54 Kinder, davon 25 Söhne und 29 Töchter. Von seinen Kindern sind im Westen neben Osama vor allem Salim bin Laden, Bakr bin Laden und Yeslam bin Laden, der mit Carmen Dufour bin Laden verheiratet war, bekannt. Als gläubiger Muslim hielt sich Muhammad bin Laden an die Vorschrift, mit höchstens vier Frauen gleichzeitig verheiratet zu sein. Allerdings sollen unter Bin Ladens Eheschließungen viele Zeitehen (Mutʿa) gewesen sein, bei denen der Mann seine Geliebte der Form halber kurzfristig heiratet. Daher ist die genaue Anzahl seiner Ehefrauen wie Kinder und damit auch der Halbgeschwister von Osama bin Laden kaum zu ermitteln.
Er kam bei einem Flugzeugabsturz am 3. September 1967 in Saudi-Arabien ums Leben, als sein Flugzeug vom Typ Beechcraft bei Hamis Musayt beim Landeanflug zerschellte.
Im Westen wurde die Firma Muhammad bin Ladens durch das Sponsoring des Formel-1-Teams von Williams in den Weltmeisterschaften 1979 und 1980 bekannt. Alan Jones gewann 1980 die Fahrerweltmeisterschaft mit dem Schriftzug bin Ladens auf dem Rennwagen.
Mit 5000 Angestellten im Jahr 2000 ist die SBG einer der größten Arbeitgeber im Königreich.
Die Firma stieg später auch ins Ölgeschäft ein.

## Ursprünge des Familienvermögens
Der wirtschaftliche Aufstieg Muhammad bin Ladens hing eng mit den Ursprüngen der Ausbeutung der saudi-arabischen Erdölvorkommen durch die amerikanische Ölindustrie zusammen. 1933 hatte die California Arabian Standard Oil Company (1944 umbenannt in Arabian-American Oil Company oder ARAMCO) erstmals entsprechende Konzessionen von den Saudis erhalten; ab 1938 konnten Ölquellen erschlossen werden, die Gewinn abwarfen. Viele Aufträge zum Ausbau der Infrastruktur des Landes kamen in den folgenden Jahren nicht von der saudischen Regierung, sondern direkt von den Amerikanern und  gingen entsprechend auch an US-Firmen wie Bechtel. Schließlich verlangten die Saudis aber, dass bei der Auftragsvergabe mehr Araber berücksichtigt werden sollten, woraufhin die Amerikaner ab den frühen 1940er Jahren die Gründung lokaler Firmen förderten, die kleinere Aufträge als Zulieferer erhalten sollten.
Als Muhammad bin Laden in den 1940er Jahren für ARAMCO in Dhahran am Persischen Golf arbeitete, nutzte er deren Förderprogramm, um amerikanische Aufträge für sein Bauunternehmen zu erlangen. Auch weil er dabei große Risiken einging, konnte er schnell zu einem Branchenführer aufsteigen. Das expandierende Firmenimperium, das Schritt für Schritt auch in anderen Wirtschaftszweigen Fuß fasste, wurde ab 1950 unter der Dachgesellschaft Saudi Binladin Group (SBG) mit Sitz in Dschidda zusammengefasst.
Bereits unter der Regentschaft von König Ibn Saud von 1932 bis 1953 gelang es Muhammad bin Laden, beste Kontakte zum saudischen Königshaus aufzubauen. Angeblich spielte dabei die Tatsache eine Rolle, dass er für den königlichen Palast in Dschidda eine Rampe konstruiert hatte, auf welcher der gehbehinderte Ibn Saud mit dem Auto zu seinem Schlafzimmer im zweiten Stock gefahren werden konnte. Vor dem Hintergrund des einsetzenden Ölbooms in den 1950er Jahren erhielt bin Laden so durch Dumpingpreise eine Reihe lukrativer Aufträge, die sein Ansehen weiter steigen ließen. In seine Verantwortung fiel der Bau weiterer königlicher Paläste, ein Teil des Ausbaus des saudi-arabischen Straßennetzes und der Hauptstadt Riad sowie der Renovierung bedeutender sakraler Stätten. Muhammad bin Laden wurde zu einem der wohlhabendsten Männer Saudi-Arabiens. Die guten Beziehungen zum Königshaus verfestigten sich noch in der Herrschaftszeit von Ibn Sauds Söhnen Saud (1953–1964) und Faisal (1964–1975). Unter Faisal diente bin Laden zeitweise als ehrenamtlicher Minister für öffentliche Bauten.
Sein Sohn Osama beschrieb Muhammad bin Laden in einem 1999 ausgestrahlten TV-Interview als einen der „Begründer der Infrastruktur Saudi-Arabiens“. Besonderen Wert legte er aber auf die Feststellung, dass sein Vater in den 1950er und 1960er Jahren die Renovierung bzw. Modernisierung der drei bedeutendsten Moscheen der islamischen Welt geleitet hatte, nämlich der al-Harām-Moschee in Mekka, der Prophetenmoschee in Medina und der al-Aqsa-Moschee auf dem Tempelberg in Jerusalem, und dass er dabei zum Teil ohne finanziellen Gewinn gearbeitet hatte.
Die Aktien der Saudi Binladin Group sind bis heute in Familienbesitz. Unter der Firmenleitung von Osama bin Ladens Brüdern Salim (1946–1988) und Bakr (seit 1988) wuchs die SBG zu einem Mischkonzern mit zahlreichen Beteiligungen an transnationalen Unternehmen heran. Neben dem Stammgeschäft im Baugewerbe operiert der Konzern unter anderem in der Autobranche, im Telekommunikationsbereich, im Agrarsektor und hält einen ausgedehnten Immobilienbesitz sowie Anteile an Banken und Investmentfirmen. Die verschiedenen Unternehmensbereiche sowie ausländische Vertretungen werden in der Regel von weiteren Brüdern Osama bin Ladens geleitet. Aufgrund der intransparenten Bilanzpraxis in Saudi-Arabien ist das heutige Gesamtvermögen der SBG kaum präzise zu beziffern, wird aber auf mehrere Milliarden US-Dollar geschätzt. Trotz der Belastung durch die Aktivitäten Osama bin Ladens seit den frühen 1990er Jahren unterhalten Familie und Unternehmen weiterhin gute Kontakte zum Hause Saud. In Saudi-Arabien ergehen viele Aufträge an die SBG nicht durch die Regierungsbürokratie, sondern kommen direkt aus der Umgebung des Königs.

## Belege
1. ↑  Lawrence Wright: The Looming Tower, S. 70–2. Bergen, Heiliger Krieg Inc., S. 59–61.
2. 1 2  Transcript of „Usamah Bin-Ladin, the Destruction of the Base“. 10. Juni 1999, abgerufen am 24. Mai 2019.
3. ↑  Lawrence Wright, The Looming Tower: Al-Qaeda and the Road to 9/11, New York: Vintage, 2007, S. 82.
4. ↑  Steve Coll: Young Osama. How he learned radicalism, and may have seen America. In: The New Yorker. 4. Dezember 2005 (online).
5. ↑  Wallace Stegner, „Discovery! The Story of Aramco Then“, Chapter 7, Saudi Aramco World 20.1 (January/February 1969), S. 12–21 (online).
6. ↑  Wright, The Looming Tower, S. 73–7. Thomas C. Barger, „Birth of a Dream“, Saudi Aramco World 35.3 (May/June 1984) (online).
7. ↑  Wright, The Looming Tower, S. 73–7. Bergen, Heiliger Krieg Inc., S. 61–2. Barger, Birth of a Dream (online).
8. ↑  Wright, The Looming Tower, S. 70–82. Bergen, Heiliger Krieg Inc., S. 61–2.
9. ↑  Bergen, Heiliger Krieg Inc., S. 65–6. Bericht über die Familie bin Laden (About the Bin Laden Family) aus französischen Geheimdienstquellen, undatiert. Website der Saudi Binladin Group.

| Personendaten    | Personendaten             |
| ---------------- | ------------------------- |
| NAME             | Laden, Muhammad bin       |
| ALTERNATIVNAMEN  | Muhammad Awad             |
| KURZBESCHREIBUNG | saudischer Bauunternehmer |
| GEBURTSDATUM     | 1908                      |
| STERBEDATUM      | 3. September 1967         |